# Dudley Butler Wilson
Dudley Butler Wilson  (* 22. Januar 1923 in Manchester; † 28. Juni 1995 in Durham) war ein britischer Französist.

## Leben und Werk
Dudley Wilson studierte Französisch und Deutsch am Sidney Sussex College der University of Cambridge (Abschluss 1947). Dann ging er an die Sorbonne und wurde dort 1952 promoviert mit der Dissertation La poésie champêtre chez Pierre de Ronsard. Er lehrte von 1950 bis 1953 an der Universität Aberdeen und von 1953 bis 1988 an der University of Durham (ab 1969 als Reader, ab 1980 als Professor).

## Werke
- Ronsard. Poet of Nature, Manchester, University Press, 1961.
- Descriptive poetry in France from blason to baroque, Manchester, University Press, 1967.
- (Hrsg.) French Renaissance Scientific Poetry, London, Athlone, 1974.
- (Hrsg. mit anderen) Studies in the French eighteenth century, presented to John Lough by colleagues, pupils and friends, Durham 1978.
- (mit Alison Saunders) Catalogue des poésies françaises de la Bibliothèque de l'Arsenal 1501-1600, Paris,  Éditions du Centre national de la recherche scientifique, 1985.
- Signs and portents. Monstrous births from the Middle Ages to the Enlightenment, London, Routledge, 1993.